# Pseudocistela kauaiensis
Pseudocistela kauaiensis är en skalbaggsart som först beskrevs av Perkins 1900.  Pseudocistela kauaiensis ingår i släktet Pseudocistela och familjen svartbaggar. Inga underarter finns listade i Catalogue of Life.